# 里奇鎮區 (密歇根州)
里奇鎮區（英語：Rich Township）是位於美國密歇根州拉皮爾縣的一個行政鎮區。

## 地方資料
里奇鎮區的面積為91.50平方千米，當中陸地面積為91.30平方千米，而水域面積為0.20平方千米。根據2020年美國人口普查的數據，當地共有人口1500人，而人口密度為每平方千米16.39人。